# Список поляків, полеглих за Україну
Поляки, які полягли за Україну під час подій російсько-української війни.

## Російське вторгнення в Україну (з лютого 2022)
| п/п | Ім'я                     | Місце смерті     | Військове формування                                                   | Час               |
| --- | ------------------------ | ---------------- | ---------------------------------------------------------------------- | ----------------- |
| 1.  | Валєнтек Томаш Себастьян | Ізюмський район  | 49-й окремий стрілецький батальйон «Карпатська Січ» імені Олега Куцина | 17 липня 2022     |
| 2.  | Штибер Даніель           | Бахмут           | Розвідувальний відділ спецслужб України                                | 25 листопада 2022 |
| 3.  | Роберт Гнездинські       | Бахмут           | Інтернаціональний легіон територіальної оборони України                | 27 листопада 2022 |
| 4.  | Шеремета Януш            | Бахмут           | Інтернаціональний легіон територіальної оборони України                | 4 грудня 2022     |
| 5.  | Тіфель Лукаш Кшиштоф     | Бахмут           | Інтернаціональний легіон територіальної оборони України                | 4 грудня 2022     |
| 6.  | Васілєвські Данієль      | Соледар          | Невідомо                                                               | 10 лютого 2023    |
| 7.  | Шадзіковські Павел       | Бахмут           | Інтернаціональний легіон територіальної оборони України                | 21 березня 2023   |
| 8.  | Журек Міхал              | Лікарня          | Інтернаціональний легіон територіальної оборони України                | 25 березня 2023   |
| 9.  | Дворчик Міхал            | Лікарня в Дніпрі | Інтернаціональний легіон територіальної оборони України                | 25 березня 2023   |
| 10. | Масталерж Марек          | Костянтинівка    | Волонтерство                                                           | 27 березня 2023   |
| 11. | Станкевич Цезарій        | Бахмут           | Воєнна частина А4076                                                   | 13 травня 2023    |
| 12. | Беднарський Мацей        | Харків           | 53-тя окрема механізована бригада                                      | 4 листопада 2023  |
| 13. | Суліковський Мартін      | Невідомо         | 49-й окремий стрілецький батальйон «Карпатська Січ» імені Олега Куцина | 14 березня 2024   |
| 14. | Сенькала Томаш           | Діброва          | Інтернаціональний легіон територіальної оборони України                | 13 травня 2024    |